# Rotterdam Open 2008 - Qualificazioni singolare
Le qualificazioni del singolare del Rotterdam Open 2008 sono state un torneo di tennis preliminare per accedere alla fase finale della manifestazione. I vincitori dell'ultimo turno sono entrati di diritto nel tabellone principale. In caso di ritiro di uno o più giocatori aventi diritto a questi sono subentrati i lucky loser, ossia i giocatori che hanno perso nell'ultimo turno ma che avevano una classifica più alta rispetto agli altri partecipanti che avevano comunque perso nel turno finale.
Le qualificazioni del torneo prevedevano 16 partecipanti di cui 4 sono entrati nel tabellone principale.

## Teste di serie
1. Miša Zverev (Qualificato)
2. Alun Jones (primo turno)
3. Tejmuraz Gabašvili (Qualificato)
4. Federico Luzzi (primo turno)

1. Peter Wessels (ultimo turno)
2. Joseph Sirianni (primo turno)
3. Jan Hernych (Qualificato)
4. Robert Smeets (ultimo turno)

## Qualificati
1. Miša Zverev
2. Matthias Bachinger

1. Tejmuraz Gabašvili
2. Jan Hernych

## Tabellone

### Legenda
| - Q = Qualificato - WC = Wild card - LL = Lucky loser | - ALT = Alternate - SE = Special Exempt - PR = Protected Ranking | - w/o = Walkover - r = Ritirato - d = Squalificato |

### Sezione 1
|  | Primo turno | Primo turno       | Primo turno       | Primo turno | Primo turno |  |  | Ultimo turno | Ultimo turno | Ultimo turno | Ultimo turno | Ultimo turno |  |
|  |             |                   |                   |             |             |  |  |              |              |              |              |              |  |
|  | 1           | Miša Zverev       | Miša Zverev       | 6           | 6           |  |  |              |              |              |              |              |  |
|  |             | Jesse Huta Galung | Jesse Huta Galung | 2           | 2           |  |  | 1            | Miša Zverev  | 5            | 6            | 6            |  |
|  |             | Jasper Smit       | 1                 | 6           | 6           |  |  |              | Jasper Smit  | 7            | 2            | 2            |  |
|  | 6           | Joseph Sirianni   | 6                 | 1           | 2           |  |  |              |              |              |              |              |  |

### Sezione 2
|  | Primo turno | Primo turno        | Primo turno        | Primo turno | Primo turno |  |  | Ultimo turno | Ultimo turno       | Ultimo turno | Ultimo turno | Ultimo turno |  |
|  |             |                    |                    |             |             |  |  |              |                    |              |              |              |  |
|  |             | Matthias Bachinger | Matthias Bachinger | 6           | 6           |  |  |              |                    |              |              |              |  |
|  | 2           | Alun Jones         | Alun Jones         | 2           | 1           |  |  |              | Matthias Bachinger | 6            | 2            | 7            |  |
|  | 8           | Robert Smeets      | Robert Smeets      | 6           | 6           |  |  | 8            | Robert Smeets      | 4            | 6            | 65           |  |
|  |             | Christophe Rochus  | Christophe Rochus  | 2           | 0           |  |  |              |                    |              |              |              |  |

### Sezione 3
|  | Primo turno | Primo turno        | Primo turno   | Primo turno | Primo turno |  |  | Ultimo turno | Ultimo turno       | Ultimo turno       | Ultimo turno | Ultimo turno |  |
|  |             |                    |               |             |             |  |  |              |                    |                    |              |              |  |
|  | 3           | Tejmuraz Gabašvili | 7             | 5           | 6           |  |  |              |                    |                    |              |              |  |
|  |             | Jan Mertl          | 5             | 7           | 3           |  |  | 3            | Tejmuraz Gabašvili | Tejmuraz Gabašvili | 7            | 6            |  |
|  | 5           | Peter Wessels      | Peter Wessels | 6           | 6           |  |  | 5            | Peter Wessels      | Peter Wessels      | 6            | 0            |  |
|  |             | Bart Beks          | Bart Beks     | 0           | 1           |  |  |              |                    |                    |              |              |  |

### Sezione 4
|  | Primo turno | Primo turno      | Primo turno      | Primo turno | Primo turno |  |  | Ultimo turno | Ultimo turno     | Ultimo turno     | Ultimo turno | Ultimo turno |  |
|  |             |                  |                  |             |             |  |  |              |                  |                  |              |              |  |
|  |             | Matwé Middelkoop | Matwé Middelkoop | 6           | 6           |  |  |              |                  |                  |              |              |  |
|  | 4           | Federico Luzzi   | Federico Luzzi   | 0           | 4           |  |  |              | Matwé Middelkoop | Matwé Middelkoop | 1            | 3            |  |
|  | 7           | Jan Hernych      | Jan Hernych      | 6           | 7           |  |  | 7            | Jan Hernych      | Jan Hernych      | 6            | 6            |  |
|  |             | Rogier Wassen    | Rogier Wassen    | 2           | 5           |  |  |              |                  |                  |              |              |  |